# کیزیل-مایاک
کیزیل-مایاک (انگلیسی: Kyzyl-Mayak) یک شهرک در شهرستان کویورگازینسکی جمهوری باشقیرستان در کشور روسیه است.